# Búzios
Búzios (oficialmente pero en desuso, Armação dos Búzios) es un balneario brasileño situado en el estado de Río de Janeiro, Brasil. Tiene una población estimada, en 2024, de 42 442 habitantes.

Está ubicado a cerca de 173 kilómetros del centro de la capital del estado.  Esta antigua aldea de pescadores hoy es un destino turístico que atrae cada año a turistas en busca de sus playas y vida nocturna. Tiene una superficie de 70.98 km².

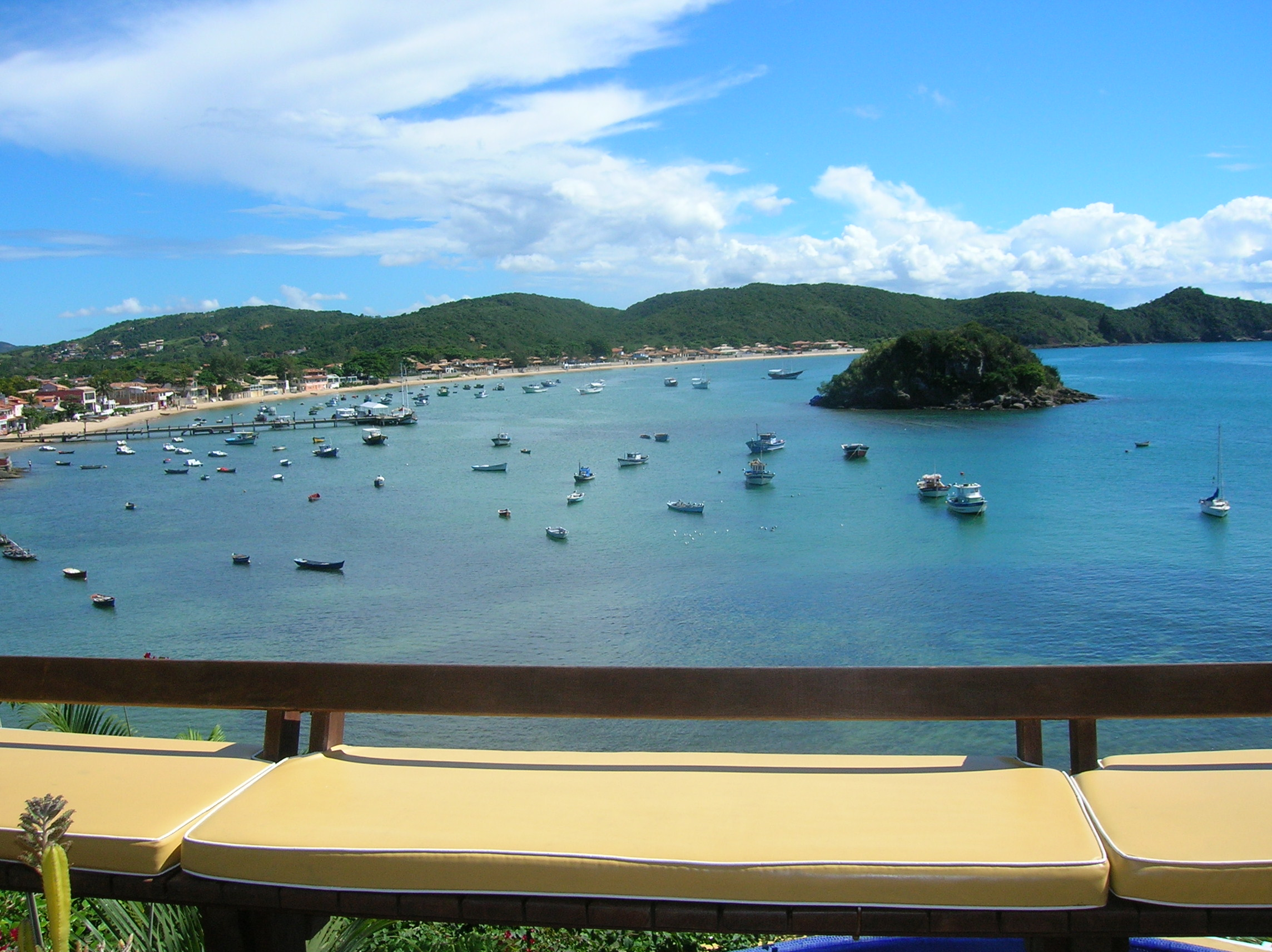
Playa do Canto

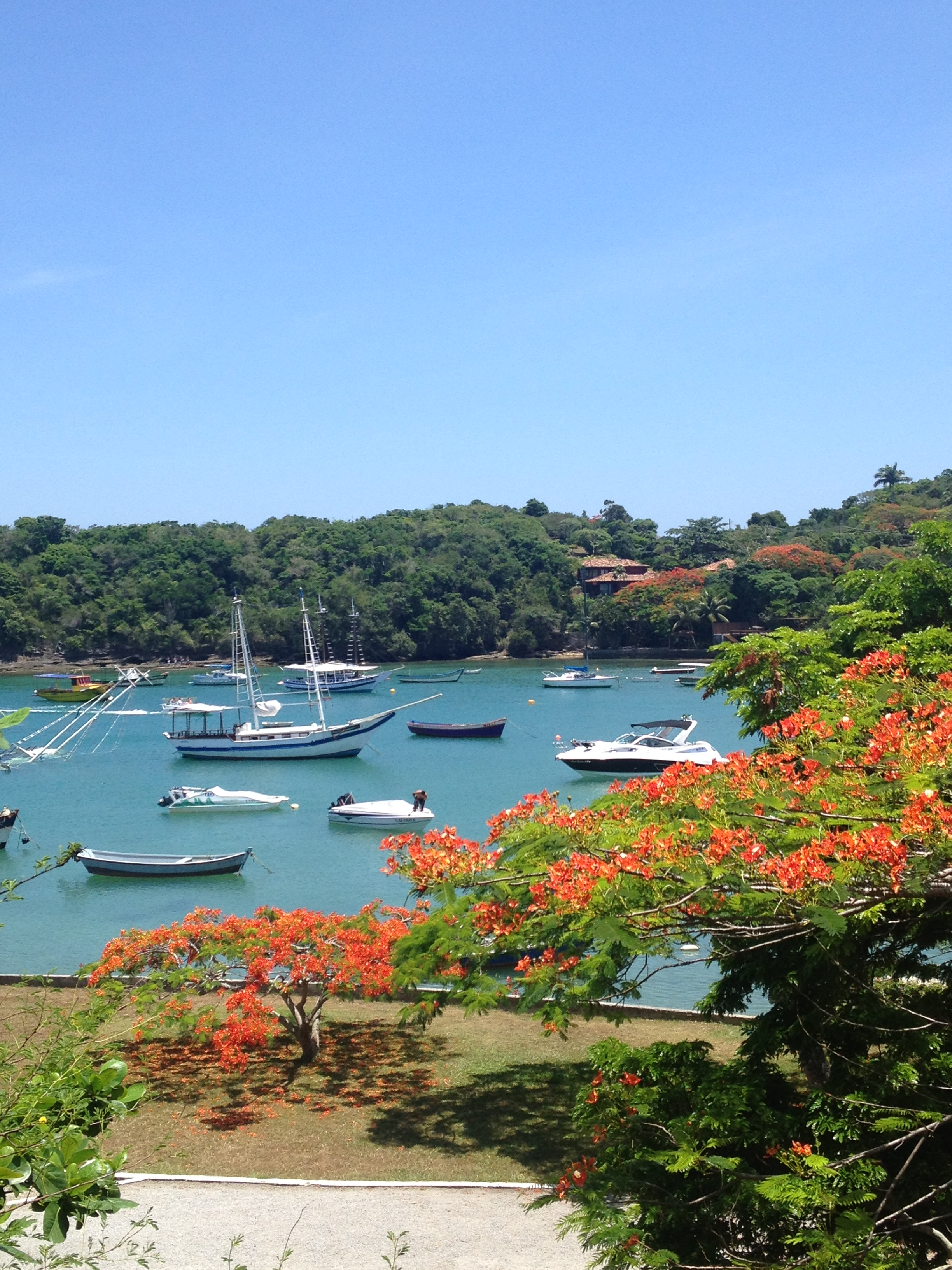

Está localizada en una península de 8 km de extensión y 23 playas. Por un lado recibe corrientes ecuatoriales y por el otro corrientes provenientes del Polo Sur, lo que hace que tenga playas con aguas cálidas y playas de aguas heladas. Entre las principales playas se destacan Geribá, Tucuns, João Fernandes, Ferradura, Ferradurinha, Marina, Armação, Manguinhos, Tartaruga, Ossos, Brava y Olho-de-Boi, esta última reservada para la práctica del nudismo. Limita con el municipio de Cabo Frío, del que dependió administrativamente hasta 1995.

## Historia
El primer nombre portugués para la península fue “Ponta dos Búzios”, debido a la presencia de numerosas conchas de moluscos gasterópodos (en portugués, búzios) en sus playas. Con la construcción de la Armação das Baleias de Búzios, el establecimiento comercial se convirtió en un topónimo sustituto del original, pasándose a denominar la zona "Armação dos Búzios".
La escasa presencia portuguesa en Búzios favoreció la presencia ocasional de embarcaciones francesas e inglesas en el puerto de la península. El fondeadero frente a la isla de Caboclo sirvió como base terrestre para largas travesías transoceánicas, base naval para la piratería contra la navegación portuguesa y española, y para el tráfico de palo brasil, realizado con la ayuda de jesuitas e indígenas catequizados.
Durante la década de 1950, la playa de Armação fue el lugar predilecto para las primeras residencias de verano, ya que algunas familias de la burguesía brasileña y francesa, atraídas por la geografía paradisíaca del lugar y la relativa proximidad de la ciudad de Río de Janeiro, heredaron o compraron y renovaron las antiguas propiedades señoriales de la ensenada del puerto. La playa de Manguinhos fue el lugar predilecto para las primeras construcciones..
Sin embargo, la transformación del balneario comenzó en 1964 con la temporada de vacaciones de la actriz Brigitte Bardot y su novio brasileño. La presencia de la más famosa estrella del cine francés en Búzios fue ampliamente difundida por medios nacionales e internacionales, dando un impulso definitivo al balneario, que pasó a ser frecuentado especialmente por franceses y argentinos.

## Demografía

### Comunidad argentina
El pueblo pasó a desenvolverse realmente como balneario a partir de la inmigración argentina de finales de la década de 1980. Huyendo de la crisis económica de su país, muchos argentinos llegaron a Búzios con bastante dinero, compraron muchas propiedades y establecieron residencias y negocios. Hasta hoy, una fracción significativa del comercio y de la hotelería está en las manos de argentinos, que son también figuras comunes en el pueblo como turistas. La crisis argentina de principios de la década de 2000 pasó a limitar el flujo de turistas argentinos.
La población es esencialmente brasileña durante la temporada baja, con aproximadamente un 15% de extranjeros. Además, hay un número muy elevado de chilenos, uruguayos, colombianos, venezolanos y, en menor medida paraguayos y peruanos, elevando la cifra de hispanohablantes al 35% del total. Incluso, gran parte de los brasileros buzianos hablan o entienden español.[cita requerida]

## Estilo arquitectónico
El pueblo posee un estilo arquitectónico propio, donde todas las construcciones no pueden pasar los dos pisos, gracias a una ley de 1979.
El conocido estilo buziano de construcción, puede ser visto en varias casas de veraneo y en el comercio en general, rico en materiales rústicos y artesanales, principalmente basado en el uso de madera.
Mucha de la belleza de la arquitectura del pueblo se debe a renombrados arquitectos buzianos como Octávio Raja Cabaglia y Hélio Pellegrino que se inspiraron en las antiguas casas de los pescadores nativos. Algunos ejemplos de este estilo pueden ser vistos fácilmente en el Pórtico en la entrada del pueblo, en los restaurantes Don Juan, Pátio Havana o Boom.[cita requerida]

## Turismo

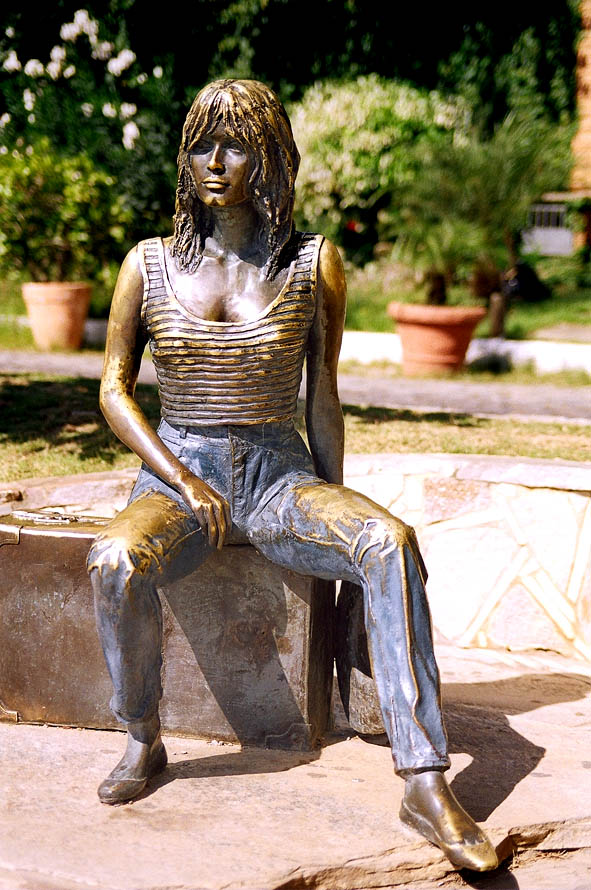
Escultura de Brigitte Bardot en Búzios

La zona turística está formada por la península que cuenta con unas 8 playas e innumerables alojamientos llamados «pousadas». La temporada alta va desde el 15 de diciembre al 15 de marzo. El centro es pequeño y su principal calle es Rua das Pedras, donde en 4 cuadras se concentra una gran cantidad de restaurantes, bares y tiendas. Algunas de sus playas más populares son Azeda, Ferradura, Tartaruga, João Fernandes y Geribá. Buzios se popularizó desde que en 1964, la estrella de cine francesa Brigitte Bardot estuvo en Buzios de vacaciones junto a su novio brasileño Bob Zagury. En la costanera, llamada Orla Bardot, hay una estatua dedicada a ella. Hoy, el pueblo es tan visitada por turistas del mundo entero que algunos la llaman la Saint-Tropez brasileña.[cita requerida]

## Clima
La temperatura media anual es de unos 25 °C. En verano (o temporada húmeda) el clima en Buzios es caliente y húmedo y alcanza un promedio máximo de 29 °C. Es usual que llueva en verano. En invierno la máxima media baja a 19 °C y la mínima media es de 12 °C. De mayo a septiembre la probabilidad de lluvia es muy baja, mientras que entre noviembre y marzo es alta.